# (19415) Parvamenon
(19415) Parvamenon (1998 FC34) – planetoida z pasa głównego asteroid okrążająca Słońce w ciągu 3,68 lat w średniej odległości 2,38 j.a. Odkryta 20 marca 1998 roku.